# Musée archéologique de la Villa Guerrazzi
Le musée archéologique de la Villa Guerrazzi (en italien Museo Archeologico di Villa Guerrazzi) est un musée archéologique italien situé en Toscane, dans la commune de Cecina, dans la province de Livourne.

## Localisation
Le musée archéologique civique, inauguré le 9 août 2003, se trouve dans la Villa Guerrazzi, dans la localité de La Cinquantina de la frazione San Pietro in Palazzi.

## Collections
Le musée archéologique de la Villa Guerrazzi présente dans les douze salles du premier étage de la villa, une importante quantité de pièces archéologiques (plus de mille pièces) provenant de collections privées et des vestiges de tout le territoire du  Val di Cecina (it) qui, depuis Volterra, arrive jusqu'à la mer. 
Les pièces archéologiques conservées s'étendent chronologiquement sur une longue période allant du IXe au Ve siècle av. J.-C.
La période couverte remonte à l'apparition de l'homme préhistorique en passant par la période étrusque (période villanovienne tardive, période orientalisante, fin du VIIIe , début  VIe siècle av. J.-C.) et se termine par l'impériale romaine.
L'exposition articulée selon des critères chronologiques et topographiques se propose de représenter le développement, les processus évolutifs qui ont concerné la région durant l'Antiquité. 
Le musée conserve aussi de nombreuses pièces sous-marines provenant de la zone de l'estuaire du fleuve Cecina qui attestent la présence d'au moins deux épaves de navires romains. 
Une section du musée est destinée à l'organisation d'expositions temporaines.

### Pièces remarquables
- L'urne de Montescudaio, urne cinéraire dont le couvercle expose le défunt banquetant assis sur un trône.

Urne de Montescudaio
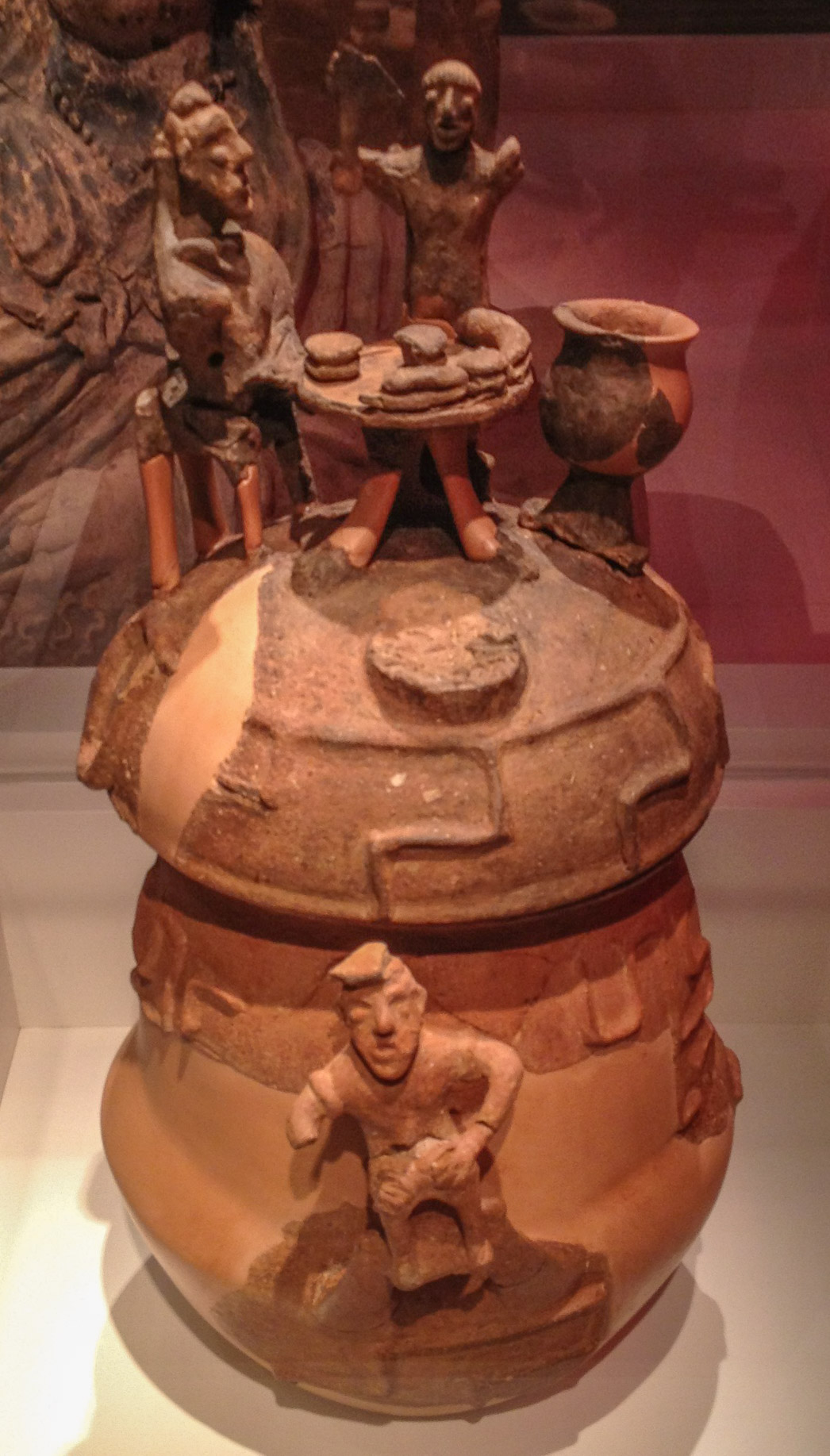
Urne étrusque de Montescudaio, -VIIe siècle, montrant un banquet étrusque et un boulanger fabriquant du pain.
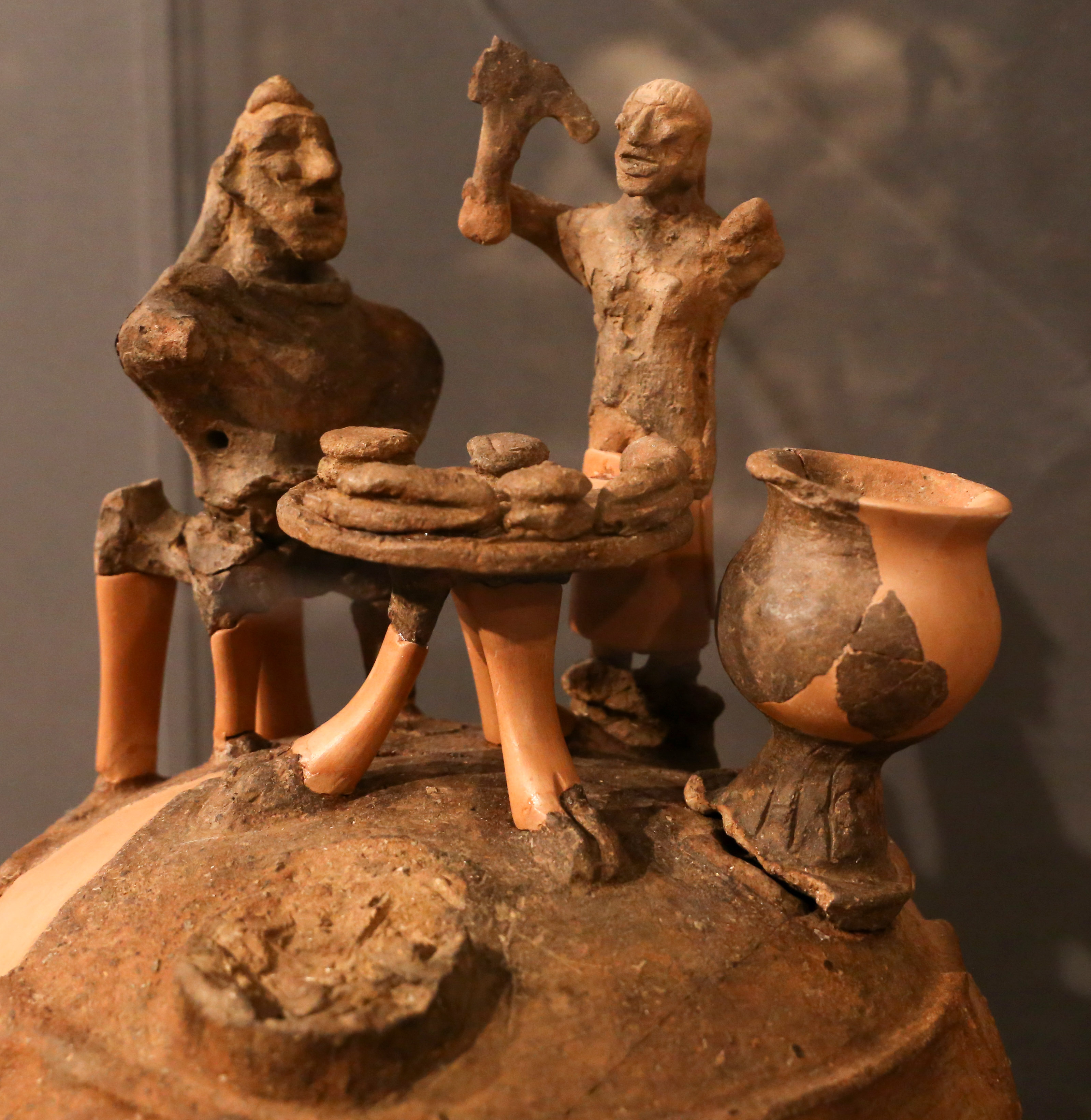
Détail du banquet étrusque.

## Sites locaux

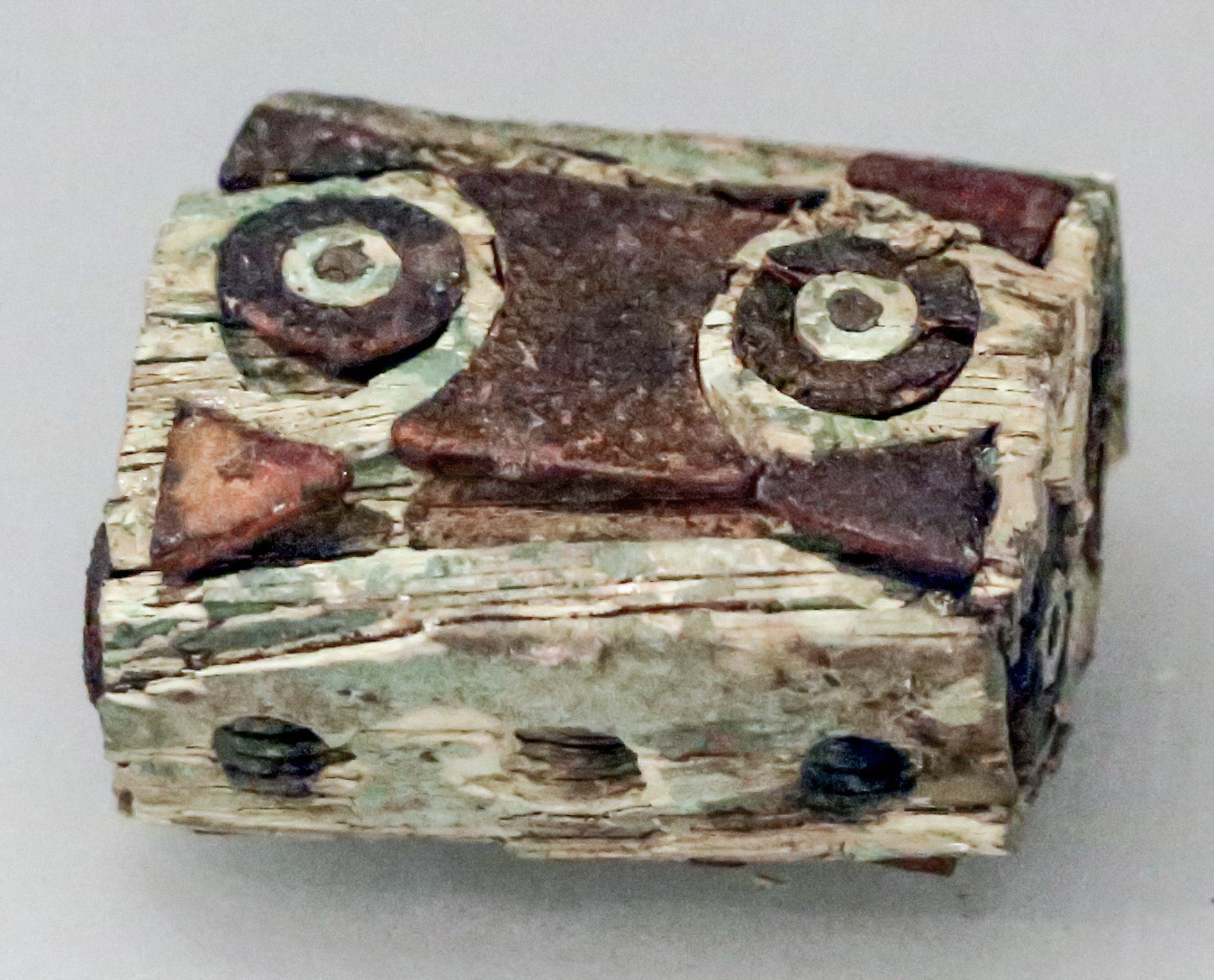
Cube d'ivoire à insertion d'ambre. Tombe A, Casa Nochera, Casale Marittimo.

Parco archeologico  di San Vincenzino :
- Habitat étrusque de Casale Marittimo (dont une pyxide, reconstituée, est conservée au musée)
- Citerne souterraine d'une villa romaine

Casale Marittimo
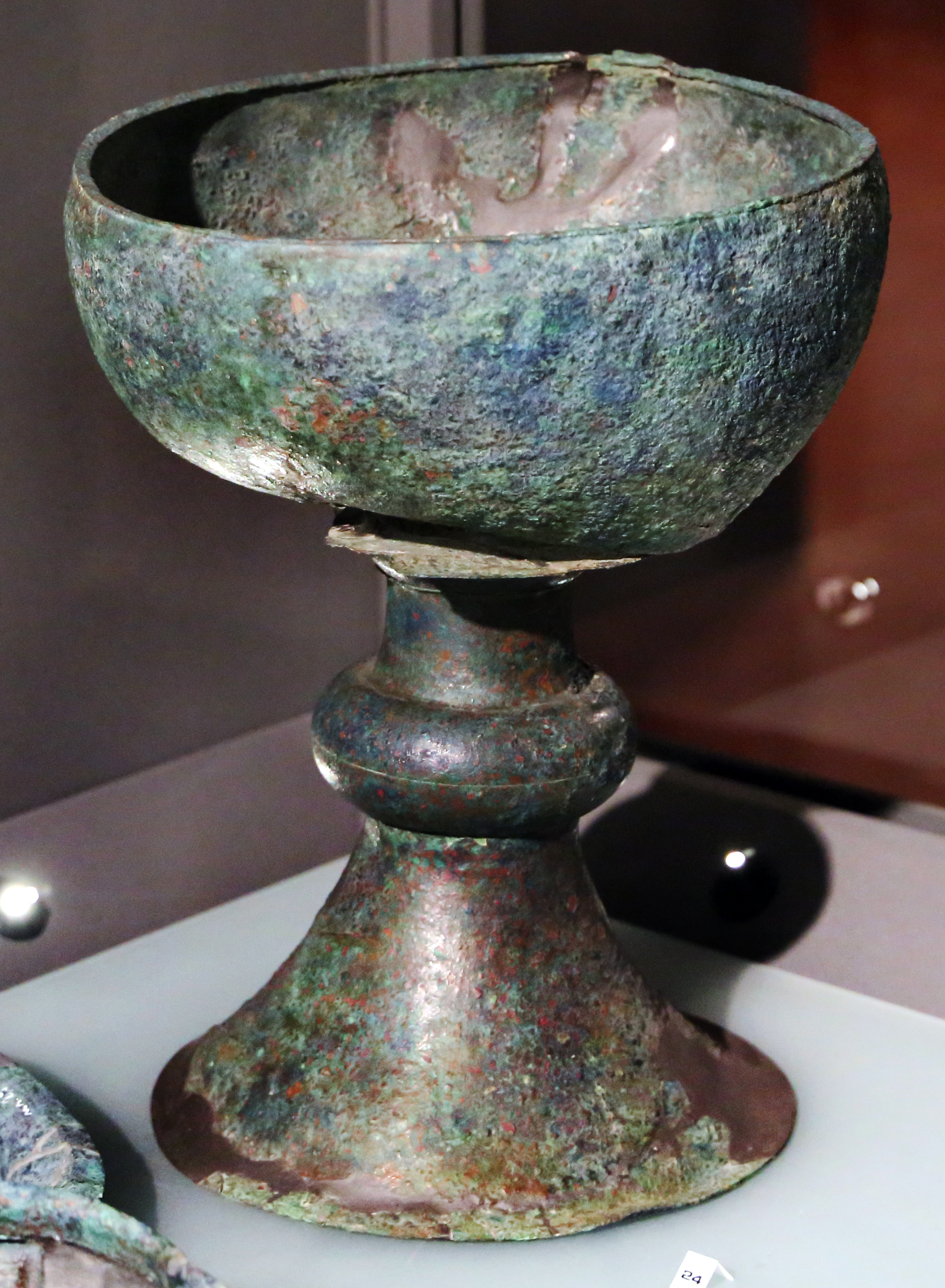
Calice de la tombe A. Casa Nochera, Casale Marittimo.
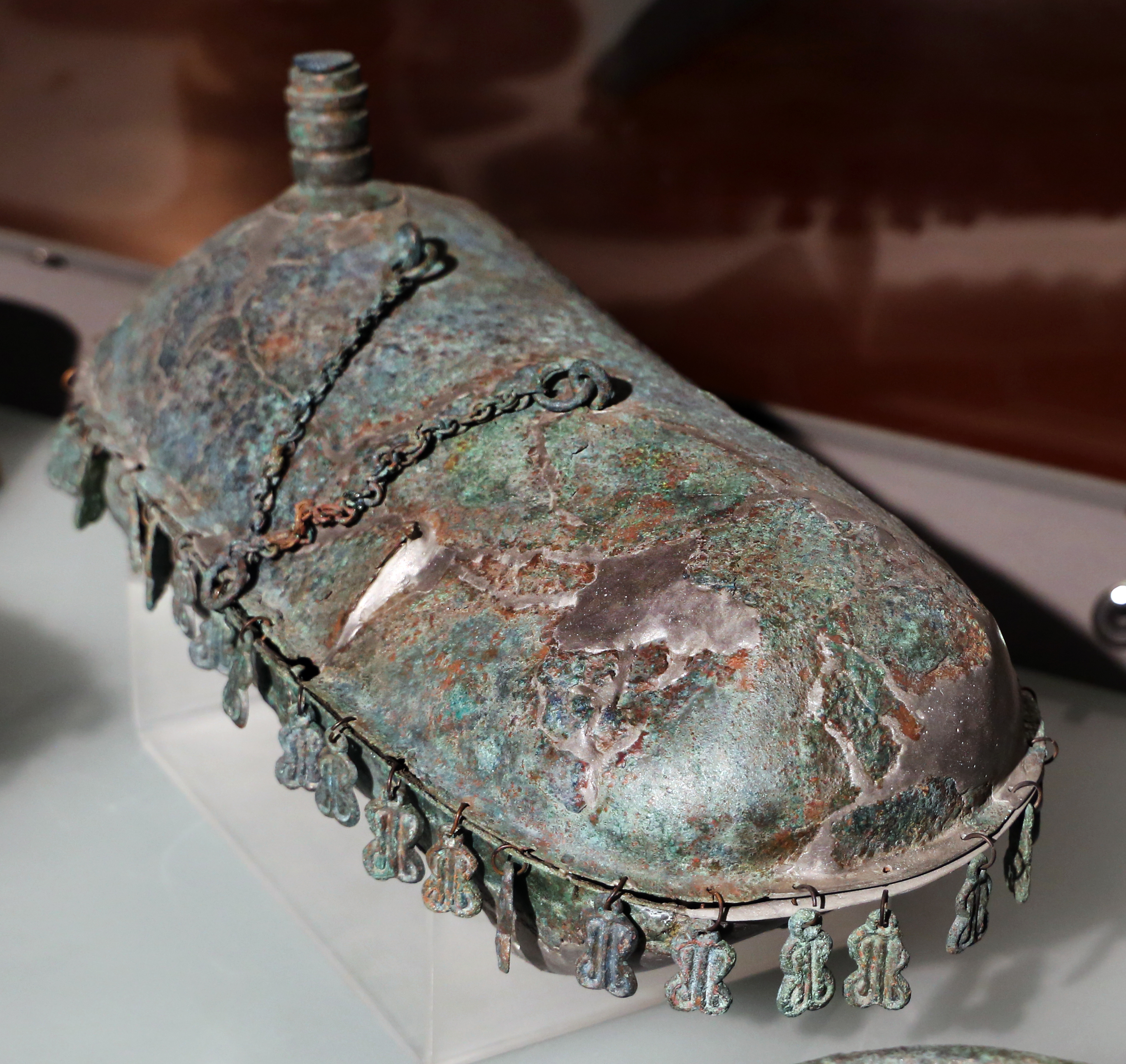
Askos de Casale Marittimo.
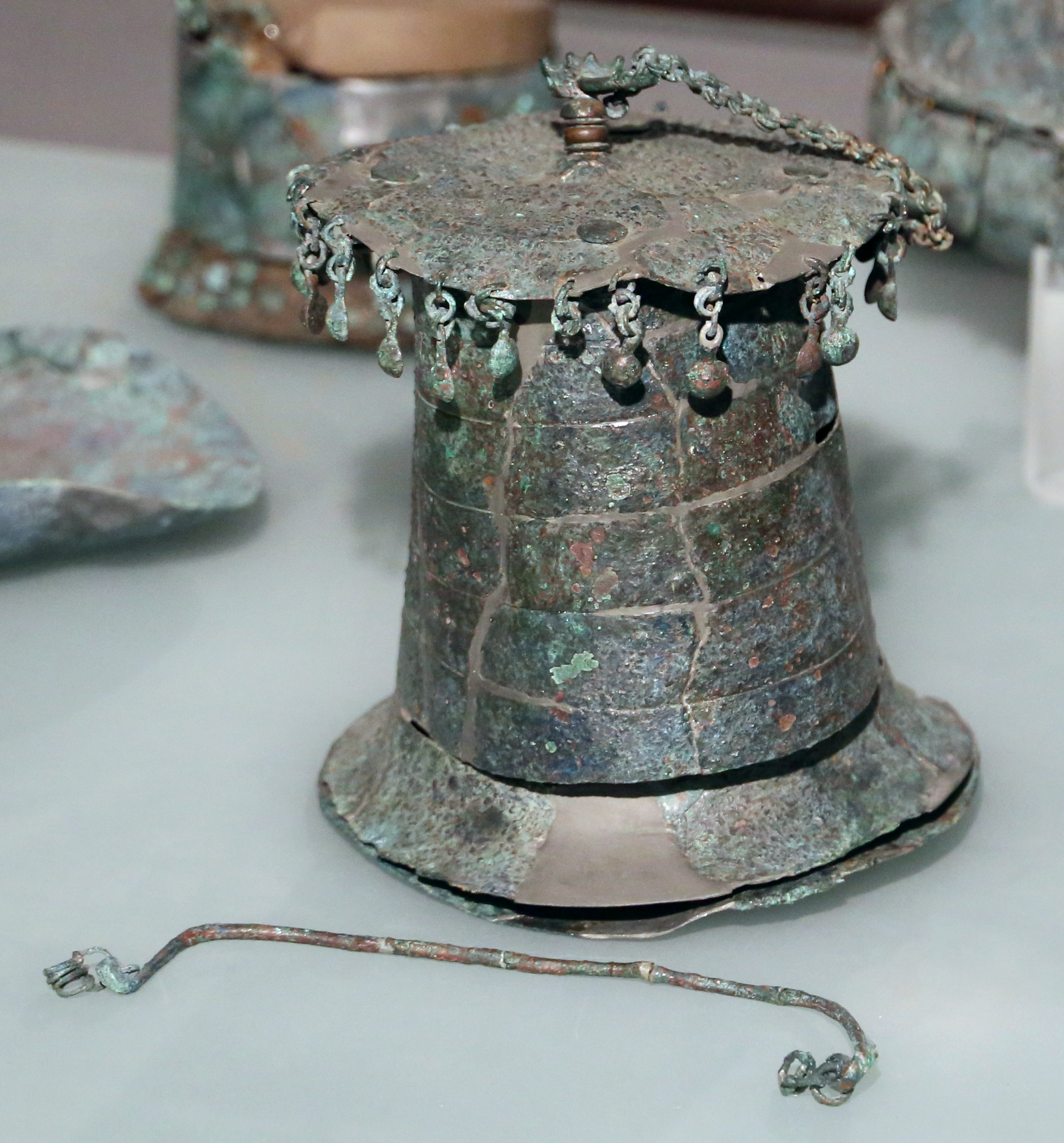
Coupe à pendentifs de la tombe A. Casa Nochera, Casale Marittimo.